# MECHANICAL TEDDY
MECHANICAL TEDDY （メカニカルテディー） は、日本のメタルコアバンドである。

## 概要
男女ツインボーカル、男女ツインギター、ベース、ドラムの6人編成。
TATSUYAの攻撃的なシャウトとRINOの女性的なボーカル、男女ツインギターによるリフとシーケンスメロディが絡みついたキャッチーでポップな楽曲がこのバンドでしか出せない音楽性を創り上げている。
2010年6月16日、1stフルアルバム『MECHAROPOLIS』でインディーズデビュー。2011年12月7日、2ndアルバム『CUE』リリース。2013年2月、現在の女性ボーカルRINOが加入し、11月13日に3rdアルバム『MAKE STEDDY』、2016年7月22日、4thアルバム　HAPPY DEAD COASTER、2020年5月、NEOSTELLARをリリース。

## メンバー
- RINO ヴォーカル
- TATSUYA ヴォーカル
- MAYU ギター
- HAYATO ギター
- AKIRA ベース
- ATSUSHI ドラム リーダー

## 旧メンバー
- NARUMI ヴォーカル
- USSY ギター

## ディスコグラフィ

### オリジナルアルバム
1. MECHAROPOLIS(メカロポリス)(2010年6月、MARIANNES RECORD)
2. CUE(キュー)(2011年12月、MARIANNES RECORD)
3. MAKE STEDDY(メイクステディ)(2013年11月、MARIANNES RECORD)
4. HAPPY DEAD COASTER(ハッピーデッドコースター)(2016年7月、BLRC-00090）
5. NEOSTELLAR（ネオステラ）(2020年5月、BLRC-00124）

### V.A
1. サムライメタル vol.4 - Samurai Metal vol.4(2009年)　Unlimited spaceを提供
2. IRON ANGEL(2011年1月)　Falling Flowerを提供
3. METAL JAPAN HEAVY CHAINS VOL.1(2014年9月)　Alive in the Momentを提供